# Psettina iijimae
Psettina iijimae är en fiskart som först beskrevs av David Starr Jordan och Edwin Chapin Starks, 1904.  Psettina iijimae ingår i släktet Psettina och familjen tungevarsfiskar. Inga underarter finns listade i Catalogue of Life.